# Ricky Vallen
Ricky Vallen, nome artístico de Weverton Carlos de Melo (Volta Redonda, 14 de março de 1978) é um cantor, compositor e intérprete brasileiro.

## Carreira
Começou sua carreira ainda criança, aos 9 anos, com apresentações em bares, restaurantes e lojas. Na adolescência, mudou-se para Belo Horizonte, onde atuou em musicais e montagens teatrais durante dois anos. Aos 13, fez sua primeira apresentação na TV, em um concurso de calouros mirins do Show do Malandro .

### Programa Raul Gil
Em maio de 2004, Ricky Vallen estreou no festival de calouros "Quem Sabe Canta, Quem Não Sabe Dança" do Programa Raul Gil, que na época era produzido pela TV Record, de São Paulo, com a canção "Espumas ao Vento", interpretada originalmente por Fagner. Apresentação elogiada pelo maestro José Messias, que encabeçava o corpo de jurados do programa. Com um estilo eclético, que abrange desde clássicos da MPB, música romântica, samba, tango e até mesmo dance music, acompanhado dos arranjos de Jean Barros (com quem gravou um CD independente), Ricky Vallen acabou por sagrar-se um dos campeões do concurso, junto com a dupla sertaneja Ed Marques & Alessandro e a cantora Shirlley Carvalho, que ficou com o título feminino. Mesmo com um nome cuja sonoridade lembra o do cantor Ritchie Valens, sua carreira ganhou proporções cada vez maiores.
As apresentações no programa garantiram a Ricky Vallen o reconhecimento do público de São Paulo, abrindo-lhe portas para cantar na noite paulistana. Desse público, surgiu seu primeiro fã-clube oficial. Vallen prosseguiu com seus shows em lugares onde já tinha reconhecimento antes mesmo do Programa Raul Gil, como Volta Redonda, Angra dos Reis, entre outras cidades do interior fluminense. Ele também garantiu o reconhecimento do público carioca, com apresentações frequentes no Teatro Rival. 

### Pós-Raul Gil
Em 2006, com a mudança do Programa Raul Gil para a Rede Bandeirantes, Ricky Vallen foi convidado a participar, dessa vez do quadro Homenagem ao Artista, onde tem a oportunidade de interpretar muitas das canções que apresentou na competição de 2004, aos seus compositores, dentre os quais estão Carlos Colla e Moacyr Franco. Este quadro proporcionou a Ricky Vallen o seu primeiro álbum produzido por uma gravadora, Homenagens, que em poucas semanas alcançou a lista dos 10 mais vendidos e que deu a Ricky Vallen um disco de ouro por 50 mil cópias vendidas, hoje em dia o disco já possui mais de 1 milhão de cópias vendidas. Também na cidade do Rio de Janeiro, Ricky Vallen viveu, o que considerou, um dos momentos mais emocionantes de sua carreira, ao cantar para o Canecão, lotado no dia 15 de novembro de 2007.
Em abril de 2009, gravou seu primeiro DVD no Vivo Rio.

## Vida pessoal
Apesar de um de seus maiores sucessos ser a canção gospel Sonda-me, usa-me, ele disse não ter religião: "Não levanto bandeira de nenhuma religião, apenas cito, respeitosamente, algumas em minhas apresentações. Sou um ser humano que ama a vida e com ela, a Deus". 
Atualmente Ricky reside no Rio de Janeiro no bairro de Jacarepaguá.
Ricky também é desenhista.

## Premiações
- Disco de Ouro pelo CD "Homenagens"
- Indicação em 2007 ao Grammy Latino como Artista Revelação.[3]

## Discografia
| Ano  | Álbum      | Formatos | Gravadora  |
| ---- | ---------- | -------- | ---------- |
| 2007 | Homenagens | CD       | Sony Music |
| 2009 | Ao Vivo    | CD, DVD  | Sony Music |

## Trilhas sonoras de telenovelas
| Ano  | Música           | Álbum                            |
| ---- | ---------------- | -------------------------------- |
| 2008 | "Sonho de Ícaro" | Os Mutantes: Caminhos do Coração |
| 2008 | "Vidro Fumê"     | Negócio da China                 |
| 2009 | "Pra Ser Amor"   | Viver a Vida                     |
| 2010 | "Sei Lá!"        | Ti Ti Ti                         |
| 2012 | "Nada Demais"    | Guerra dos Sexos                 |